# Robert Carmody
Robert John „Bob“ Carmody (* 4. September 1938 in New York City, Vereinigte Staaten; † 27. Oktober 1967 in Gia Định bei Saigon, Südvietnam) war ein US-amerikanischer Boxer und Soldat. Carmody gewann unter anderem eine Bronzemedaille im Fliegengewicht bei den Olympischen Spielen 1964 in Tokio. Drei Jahre später fiel er als Angehöriger der US Army während des Vietnamkrieges und wurde posthum mit der Bronze Star Medal ausgezeichnet.

## Persönliches
Robert Carmody ist im New Yorker Stadtteil Brooklyn aufgewachsen. Nach den Olympischen Spielen 1964 heiratete er Merry Sykes und wurde Vater einer Tochter und eines Sohnes. Er war bis zu seinem Tod mit Gene Kilroy, dem späteren Business-Manager von Muhammad Ali, sowie mit dem Boxer Joe Frazier befreundet. Von 1957 bis zu seinem Tod 1967 war er Angehöriger der US Army und erreichte den Rang eines Staff Sergeant.
Nach den Olympischen Spielen wurde Carmody Boxtrainer in der Army. Im Juni 1967 verlegte er freiwillig mit seiner Einheit, dem 17th Cavalry Regiment der 199th Infantry Brigade, nach Vietnam.

## Boxkarriere
Robert Carmodys Boxkarriere begann 1958 als Soldat der zu diesem Zeitpunkt in Deutschland stationierten 11th Airborne Division. 1961 wurde er erstmals All-Army Champion, einen Titel, den er in den folgenden drei Jahren verteidigen konnte, sowie 1962 Militärweltmeister der CISM.
Bei den Panamerikanischen Spielen 1963 gewann er eine Bronzemedaille und konnte im Mai 1964 die US-Olympiaqualifikation für sich entscheiden, wobei er im Finale den amtierenden US-Meister Melvin Miller bezwang.
Bei den anschließenden Olympischen Spielen 1964 in Tokio schied er erst im Halbfinale mit einer Bronzemedaille gegen den späteren Goldmedaillengewinner Fernando Atzori aus, nachdem er zuvor im Viertelfinale Otto Babiasch besiegt hatte.
Er bestritt im Laufe seiner Karriere 140 Kämpfe, von denen er 128 gewann. 

## Tod
In der Nacht zum 27. Oktober 1967 fielen Carmody und vier seiner fünf Kameraden im Zuge eines mehrstündigen Feuergefechts in der Provinz Gia Định, nachdem ihre Fußpatrouille in einen Hinterhalt der NFL geraten war. Carmody wurde posthum mit der Bronze Star Medal ausgezeichnet und am Calvary Cemetery in Paterson, New Jersey, beigesetzt. Sein Name befindet sich auf dem Vietnam Veterans Memorial in Washington, D.C. und dem Ranger Memorial in Fort Benning.